# 许珀耳玻瑞亚

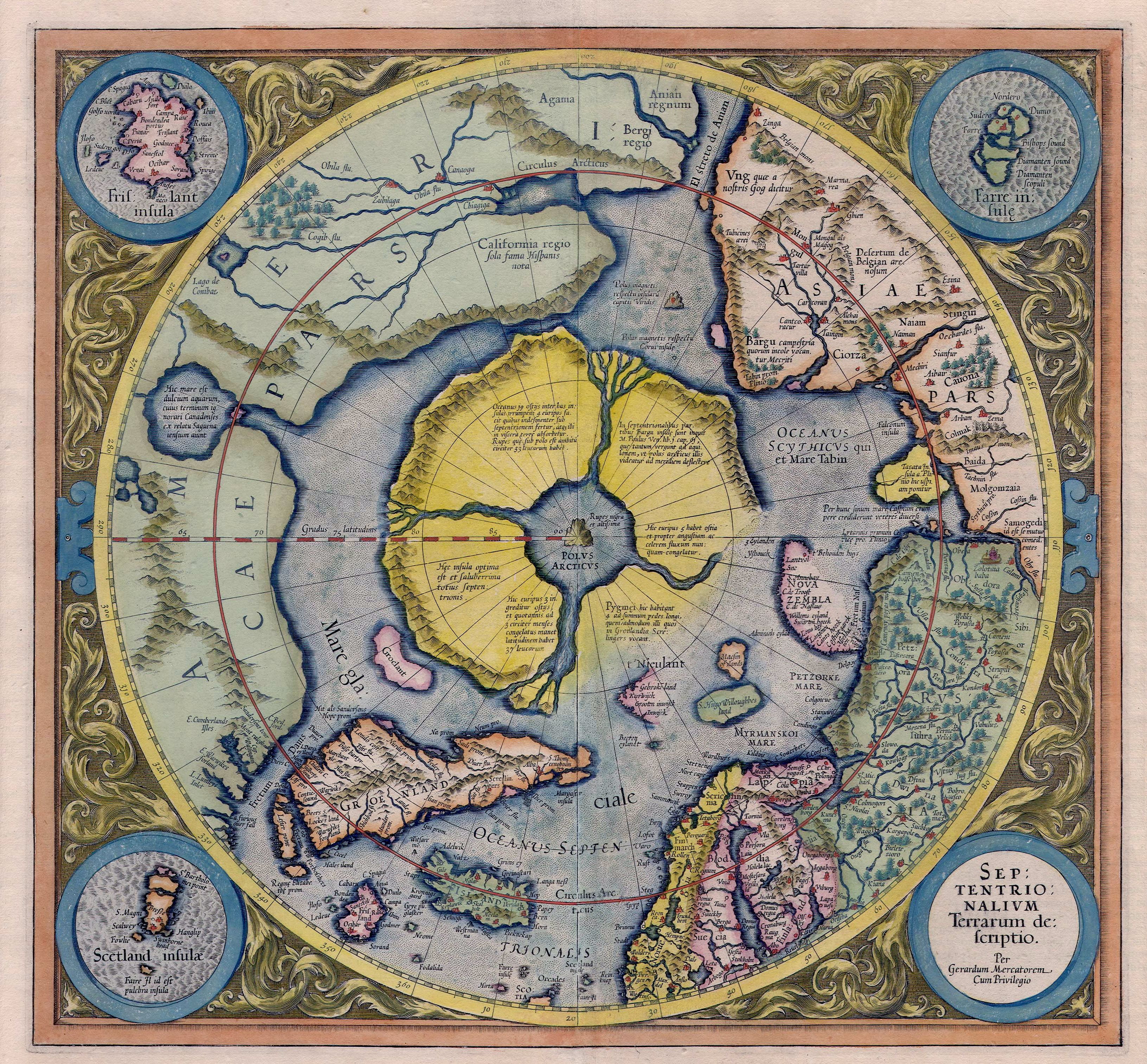
杰拉杜斯·麦卡托1595年制作的地图中的极北之地

许珀耳玻瑞亚（古希腊语：Ὑπερϐόρεοι，英文：Hyperborea，意译为极北之地）是希腊神话中的已知世界极北方的国度。

## 古代传说
在传统的希腊神话中，极北族人是居住在希腊以北极远处的传说民族，大约在乌拉尔山附近。他们的国度被称作许珀耳玻瑞亚，意为“在北风（玻瑞阿斯）之外”，太阳终日不落。希腊人认为北风之神玻瑞阿斯住在色雷斯，因此许珀耳玻瑞亚只是一个非特指的地区，位置大体在欧洲或亚洲的北部。太阳神阿波罗会在那里度过冬天；忒修斯和珀耳修斯也曾经拜访过希柏里尔人。
有很多著名的希腊和罗马作家都对极北之地作过浪漫的想象，如老普林尼、希罗多德、维吉尔和西塞罗；据他们的说法，极北族人享有千年的寿命，生活非常幸福。在极北之地，太阳每年只升起一次；这个国度中有非常多的黄金，这些黄金由狮鹫守护着。
在现代的眼光看来，这些记载可能反映了北极圈的极昼和极夜。在那里一年的确只等于一“天”，这可能就是古代作家误认那里的人都能活一千年的原因。

## 现代含义
现代的“Hyperborean”被引申为表示寒带的各种事物，比如爱斯基摩人的语言就可以被称作“Hyperborean 语”（Hyperborean Languages）。

## 现代小说
在罗伯特·霍华德的《蛮王柯南》中，故事的年代定在虚构的“希柏里安时代（Hyborian Era）”，距今一万二千年，希柏里尔在世界的北方，科南的家乡辛梅里亚（Cimmeria）以东，由冷酷的贵族和强大的女巫统治，他们以高大的石塔和强大的魔法对付他们的敌人。
霍华德的好友霍华德·菲利普·洛夫克拉夫特也将希柏里安导入他创造的克苏鲁神话之中，他笔下以希柏里安为舞台的故事和《蛮王科南》处于同一时间轴，大魔法师伊波恩也和科南一样，活跃在这个世界上；按照他的设定，在亚特兰蒂斯毁灭之后，希柏里安就成了非常繁荣的国度，其位置大体在今天的西欧附近。